# 雷德赛姆
雷德赛姆（法語：Raedersheim，法語發音：[ʁɛdəʁsaim] ⓘ）是法国上莱茵省的一个市镇，属于坦恩-盖布维莱尔区。

## 地理
雷德赛姆（47°53'18"N, 7°16'53"E）面积5.69 平方千米，位于法国大東部大區上莱茵省，该省份为法国东部内陆省份，是阿尔萨斯的一部分，今与下莱茵省组成了阿尔萨斯欧洲集体，其北临下莱茵省，西接孚日省，西南接贝尔福地区省，东侧沿莱茵河与德国相望，南与瑞士接壤。
与雷德赛姆接壤的市镇（或旧市镇、城区）包括：梅尔克赛姆、伊瑟奈姆、苏尔茨-上莱茵、博尔维莱尔、费尔德基什、温格赛姆。
雷德赛姆的时区为UTC+01:00、UTC+02:00（夏令时）。

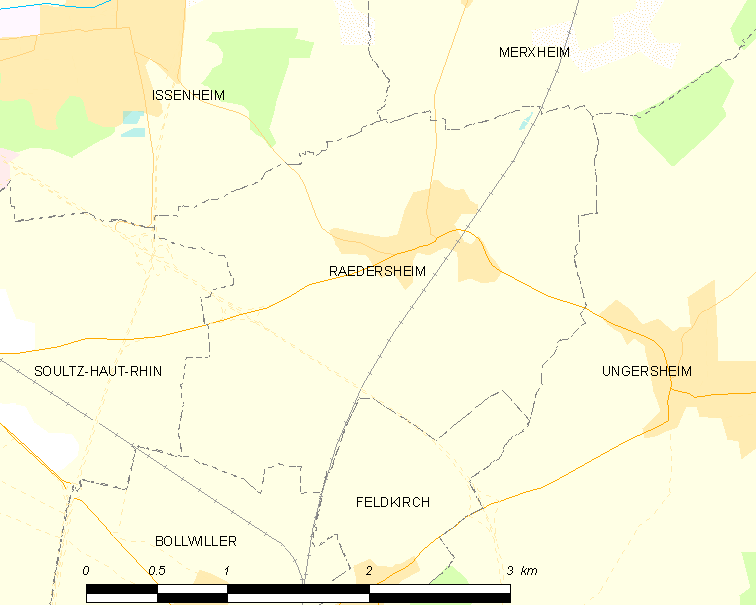
雷德赛姆的OSM定位图

## 行政
雷德赛姆的邮政编码为68190，INSEE市镇编码为68260。

## 政治
雷德赛姆所属的省级选区为盖布维莱尔县。

## 人口

1962-2008年间雷德赛姆人口变化图示

雷德赛姆于2022年1月1日时的人口数量为1154人。